# Desmacella polysigmata
Desmacella polysigmata är en svampdjursart som beskrevs av van Soest 1984. Desmacella polysigmata ingår i släktet Desmacella och familjen Desmacellidae.
Artens utbredningsområde är havet kring Barbados. Inga underarter finns listade i Catalogue of Life.